# Kaplica św. Mikołaja w San Remo
Kaplica św. Mikołaja – kaplica prawosławna w San Remo na cmentarzu della Foce. Wzniesiona w latach 1906–1907, podlega obecnie parafii Chrystusa Zbawiciela, św. Katarzyny i św. Serafina z Sarowa w San Remo, pełniąc funkcję świątyni pomocniczej.

## Historia
Fundatorką kaplicy była wdowa po rosyjskim inżynierze wojskowym Nikołaju Kotieniewie, zmarłym w San Remo w 1905. Środki na budowę obiektu przekazały również społeczności prawosławne z innych miejscowości we Włoszech. Prace nad kaplicą trwały od 1906 do 1907, natomiast jej uroczystego poświęcenia dokonał w roku następnym Nikołaj Akwilonow, kapłan z cerkwi rosyjskiej w Mentonie. Najprawdopodobniej autorem projektu kaplicy był A. Kauffmann. Był to pierwszy prawosławny budynek sakralny w San Remo; wcześniejsze starania na rzecz wzniesienia cerkwi nie przynosiły rezultatów.
Nabożeństwa w kaplicy odbywały się ze względną regularnością do 1922, kiedy została poświęcona cerkiew Chrystusa Zbawiciela, św. Katarzyny i św. Serafina z Sarowa, która stała się również siedzibą parafii. Ponownie obiekt stał się głównym miejscem kultu, gdy cerkiew poniosła znaczne straty po upadku bomby na jej dach. Nabożeństwa odbywały się w krypcie cerkwi oraz w kaplicy św. Mikołaja do zakończenia prac remontowych w świątyni Chrystusa Zbawiciela.

## Architektura
Kaplica wznosi się na wysokość 11,5 metra. Wejście do niej prowadzi przez ozdobny portyk, ponad którym znajduje się mozaika z wizerunkiem patrona obiektu. Wewnątrz budynek jest bogato dekorowany i wyłożony marmurem, znajduje się w nim kilkanaście ikon z początku XX wieku oraz powstałe w tym samym okresie świeczniki i lampady.